# 1306 w literaturze
Wydarzenia literackie w 1306 roku.

## Zmarli
- Jean de Paris, francuski teolog
- Jacopone da Todi, poeta włoski